# 国際行方不明者デー
国際行方不明者デー（こくさいゆくえふめいしゃデー、英語: International Day of the Disappeared）または強制失踪の被害者のための国際デー（英語: International Day of the Victims of Enforced Disappearances）は、毎年8月30日に設定されている国際デーの一つ。1981年にコスタリカで創立した非営利団体「ラテンアメリカ収監者・失踪者親族連帯財団」が推進して設定された。この団体は、ラテンアメリカ諸国における拉致や強制失踪に反対する運動を行なっている。
強制失踪に対しては、アムネスティ・インターナショナルや国連人権高等弁務官事務所、赤十字国際委員会（ICRC）などの人権活動団体が重要な役割を果たしている。国際失踪者デーは、これらの団体の活動の啓発にも役立っている。
これらの団体のうち、ICRCはその中立性と独立性によって大きな役割を果たしている。ある特定の収監者に対して面会できる唯一の団体として、最低限の接触、調査、治療を行うことができている。また、収監者の家族にとってはICRCを通じて受け渡される情報が、しばしば収監者の近況を知る唯一の手段となっている。
収監者と家族の連絡を助ける活動は、ICRCの活動の非常に重要な部分である。しかし、失踪者/行方不明者については収監者以上に遠くで拘束されていることが多い。これには、紛争下、自然災害などによって離散した家族も含まれる。
これらの失踪者/行方不明者については、他の国で抑留、監禁されている可能性があり、その生死も不明である。189カ国で活動する各国の赤十字社とICRCは、このための追跡サービスを運営している。そして、各国政府に対して離散家族の近況を知らせるように要求している。